# Boire un petit coup

Boire un petit coup est une chanson à boire d'origine folklorique.

## Origine
En 1947, le capitaine Félix Boyer déclara cette chanson comme étant sienne : elle aurait été composée en 1910, sous le titre Boire un bon pinard, modifié en 1943 par Félix Boyer. Il en réclamait les droits d'auteur à la Sacem (source : France-Soir 27 juin 1953). S'ensuivit un long procès où tant en appel qu'en cassation, Félix Boyer fut débouté. Il fut démontré que paroles et musique avaient été entendues en France en 1906 et se retrouvaient, avant le XIXe siècle, dans le folklore de la Louisiane et du Canada, quel que soit l'ordre des couplets. Ce qui infirme que les paroles étaient dues à des soldats dans les tranchées durant la Première Guerre mondiale . Compte tenu de l'arrêt de la Cour de cassation, « toute édition, interprétation, texte, indiquant Félix Boyer auteur de Boire un petit coup, n'est pas conforme à la décision de justice ».

## Autour de la chanson
- Boire un petit coup est aussi parfois nommée Prendre un petit coup. C'est ainsi que la Cour de Cassation l'avait relevé dans le folklore canadien[2].
- Elle a été interprétée par Gaby Morlay et Michel Simon dans le film d'Henri Decoin : Les Amants du pont Saint-Jean, sorti en 1947.
- La chanteuse Marcelle Bordas l'a interprétée en 1948.
- Le chanteur Serge Lama a enregistré une version de la chanson pour son album Chez moi sorti en 1974 avec une musique de Yves Gilbert. Les paroles principales sont remplacées par « Boire un petit coup c'est méprisable, Boire un petit coup, c'est plus dans l'coup… »
- La première édition papier vit le jour en France en 1945, dans une harmonisation de Paule Nod (Edition Marcel Labbé, dépôt légal 3°trimestre 1945)[réf. nécessaire]

## Paroles
Le refrain est basé sur les phrases suivantes : 
Boire un p'tit coup c'est agréable

Boire un p'tit coup c'est doux

Mais il ne faut pas rouler dessous la table

Boire un p'tit coup c'est agréable

Boire un p'tit coup c'est doux